# Wereldkampioenschappen schaatsen afstanden 2020 - Massastart mannen
De massastart mannen op de wereldkampioenschappen schaatsen afstanden 2020 werd gereden op zondag 16 februari 2020 in het ijsstadion Utah Olympic Oval in Utah, Verenigde Staten.
Joey Mantia was de titelhouder, maar Jorrit Bergsma reed weg, voorkwam een massasprint, en werd wereldkampioen.

## Uitslag
| Rang   | Naam                     | Land             | Ronden | Spr. 1 | Spr. 2 | Spr. 3 | Eindsprint | Punten | Tijd    |
| ------ | ------------------------ | ---------------- | ------ | ------ | ------ | ------ | ---------- | ------ | ------- |
| Goud   | Jorrit Bergsma           | Nederland        | 16     |        |        |        | 60         | 60     | 7.39,49 |
| Zilver | Jordan Belchos           | Canada           | 16     |        |        |        | 40         | 40     | 7.39,79 |
| Brons  | Antoine Gélinas-Beaulieu | Canada           | 16     |        | 1      | 3      | 20         | 24     | 7.40,27 |
| 4      | Vitaly Mikhailov         | Wit-Rusland      | 16     | 2      |        | 2      | 10         | 14     | 7.40,37 |
| 5      | Joey Mantia              | Verenigde Staten | 16     |        |        |        | 6          | 6      | 7.41,81 |
| 6      | Artur Janicki            | Polen            | 16     | 1      | 3      | 1      |            | 5      | 7.45,69 |
| 7      | Haralds Silovs           | Letland          | 16     | 3      | 2      |        |            | 5      | 7.48,73 |
| 8      | Chung Jae-won            | Zuid-Korea       | 16     |        |        |        | 3          | 3      | 7.41,96 |
| 9      | Ryosuke Tsuchiya         | Japan            | 16     |        |        |        |            | 0      | 7.42,06 |
| 10     | Ruslan Zakharov          | Rusland          | 16     |        |        |        |            | 0      | 7.42,33 |
| 11     | Um Cheon-ho              | Zuid-Korea       | 16     |        |        |        |            | 0      | 7.42,50 |
| 12     | Ian Quinn                | Verenigde Staten | 16     |        |        |        |            | 0      | 7.42,53 |
| 13     | Livio Wenger             | Zwitserland      | 16     |        |        |        |            | 0      | 7.43,13 |
| 14     | Timothy Loubineaud       | Frankrijk        | 16     |        |        |        |            | 0      | 7.43,33 |
| 15     | Bart Swings              | België           | 16     |        |        |        |            | 0      | 7.45,04 |
| 16     | Andrea Giovannini        | Italië           | 16     |        |        |        |            | 0      | 7.45,69 |
| 17     | Hanahati Muhamaiti       | China            | 16     |        |        |        |            | 0      | 7.52,48 |
| 18     | Felix Maly               | Duitsland        | 16     |        |        |        |            | 0      | 7.53,15 |
| 19     | Peter Michael            | Nieuw-Zeeland    | 16     |        |        |        |            | 0      | 7.53,42 |
| 20     | Alemasi Kahanbai         | China            | 16     |        |        |        |            | 0      | 7.55,20 |
| 21     | Armin Hager              | Oostenrijk       | 16     |        |        |        |            | 0      | 7.55,92 |
| 22     | Danila Semerikov         | Rusland          | 16     |        |        |        |            | 0      | 8.05,47 |
| 23     | Marcin Bachanek          | Polen            | 16     |        |        |        |            | 0      | 8.15,90 |
| 24     | Arjan Stroetinga         | Nederland        | 12     |        |        |        |            | 0      | 6.32,66 |

2015 · 
2016 · 
2017 ·
2019 ·
2020 ·
2021 ·
2023 ·
2024 ·
2025